# Melcior Garreta i Camprubí
Melcior Garreta i Camprubí (Prats de Lluçanès, 1824 - Prats de Lluçanès, 1907), també conegut com "le Magret". Fou intèrpret de flauta, fliscorn, figle i contrabaix, consten actuacions seves en molts festivals i concerts. Començà a compondre abans d'haver perfeccionat les seves habilitats tècniques. Va estudiar amb un frare que havia sortit del convent després de les desamortitzacions i amb un director de banda d'un regiment.
Escrigué diverses obres religioses entre les quals destaquen diverses misses de glòria i de rèquiem, rosaris, villancets i un Himne a Lleó XIII. En les seves composicions podem distingir un estil italianitzant, encara que també va saber donar un caràcter regional a les seves peces. Va formar molts deixebles.